# Parafia św. Hieronima w Sobowie
Parafia pw. Świętego Hieronima w Sobowie – parafia rzymskokatolicka należąca do dekanatu dobrzyńskiego nad Wisłą, diecezji płockiej, metropolii warszawskiej. 